# Светско првенство у алпском скијању 2011.
41. Светско првенство у алпском скијању 2011. је одржано у Гармиш-Партенкирхену у Немачкој од 7. до 20. фебруара 2011.
Гармиш-Партенкирхен је био домаћин Светског првенства и 1978. У њему су одржана и прва такмичења у алпском скијању на Зимским олимпијским играма 1936.
Међународна скијашка федерација (ФИС) је 25. маја 2006, у Виламури у Португалу, доделила организацију Светског првенства Гармиш-Партенкирхену, тада је одлучено да наредно светско првенство буде у аустријском Шладмингу 2013.

## Програм и сатница такмичења
| Датум                        | Сатница       | Локација              | Мушкарци         | Жене             |
| ---------------------------- | ------------- | --------------------- | ---------------- | ---------------- |
| Понедељак, 7. фебруар 2011.  | 18:00         | Гудиберг арена        | Свечано отварање | Свечано отварање |
| Уторак, 8. фебруар 2011.     | 11:00         | Кандахар 1            |                  | Супервелеслалом  |
| Среда, 9. фебруар 2011.      | 11:00         | Кандахар 2            | Супервелеслалом  |                  |
| Петак, 11. фебруар 2011.     | 10:00 / 14:00 | Кандахар 1/ Гудиберг  |                  | Суперкомбинација |
| Субота, 12. фебруар 2011.    | 11:00         | Кандахар 2            | Спуст            |                  |
| Недеља, 13. фебруар 2011.    | 11:00         | Кандахар1             |                  | Спуст            |
| Понедељак, 14. фебруар 2011. | 10:00 / 14:00 | Кандахар 1 / Гудиберг | Суперкомбинација |                  |
| Среда, 16. фебруар 2011.     | 11:00         | Кандахар              | Екипно такмичење | Екипно такмичење |
| Четвртак, 17. фебруар 2011.  | 10:00 / 13:30 | Кандахар              |                  | Велеслалом       |
| Петак, 18. фебруар 2011.     | 10:00 / 13:30 | Кандахар              | Велеслалом       |                  |
| Субота, 19. фебруар 2011.    | 10:00 / 13:30 | Гудиберг              |                  | Слалом           |
| Недеља, 20. фебруар 2011     | 10:00 / 13:30 | Гудиберг              | Слалом           |                  |

## Земље учеснице
На првенству је учесвовало 525 такимчара (208 жена и 317 мушкараца) из 67 земаља. На овом светском првенству дебитовао је Хаити
| - Азербејџан 1 (0+1) - Андора 3 (1+2) - Аргентина 8 (4+4) - Јерменија - Аустралија 6 (2+4) - Аустрија 22 (8+14) - Белорусија - Белгија - Босна и Херцеговина - Бразил - Бугарска - Канада - Чиле - Кина - Хрватска - Кипар - Чешка | - Данска - Финска - Француска - Грузија - Немачка - Гана - Уједињено Краљевство - Грчка - Хаити - Мађарска - Јапан - Исланд - Индија - Иран - Ирска - Израел - Италија | - Казахстан - Киргистан - Летонија - Либан - Лихтенштајн - Литванија - Луксембург - Република Македонија - Мексико - Молдавија - Монако - Црна Гора - Холандија - Нови Зеланд - Норвешка - Перу - Пољска | - Португалија - Порторико - Румунија - Русија - Србија - Словачка - Словенија - Јужна Африка - Јужна Кореја - Шпанија - Шведска - Швајцарска - Турска - Украјина - САД - Узбекистан |

- Број поред имена означава укупан број стортиста који су представљали ту земљу на овом првенству, у загради први број означава број женских, а други мушких такмичара те земље.

## Освајачи медаља

### Мушкарци
| Дисциплина              | Злато                         | Време   | Сребро                      | Време   | Бронза                      | Време   |
| Спуст детаљи            | Ерик Геј · Канада             | 1:58,41 | Дидје Киш · Швајцарска      | 1:58,73 | Кристоф Инерхофер · Италија | 1:59,17 |
| Супервелеслалом детаљи  | Кристоф Инерхофер · Италија   | 1:38,31 | Ханес Рајхелт · Аустрија    | 1:38,91 | Ивица Костелић · Хрватска   | 1:39,03 |
| Суперкомбинација детаљи | Аксел Лунд Свиндал · Норвешка | 2:54,51 | Кристоф Инерхофер · Италија | 2:55,52 | Петер Фил · Италија         | 2:56,41 |
| Велеслалом детаљи       | Тед Лигети · САД              | 2:10,56 | Сипријен Ришар · Француска  | 2:10,64 | Филип Шергхофер · Аустрија  | 2:10,99 |
| Слалом детаљи           | Жан-Батист Гранж · Француска  | 1:41,72 | Јенс Бигмарк · Шведска      | 1:42,15 | Манфред Мелг · Италија      | 1:42,33 |

### Жене
| Дисциплина              | Злато                     | Време   | Сребро                     | Време   | Бронза:                           | Време   |
| Спуст детаљи            | Елизабет Гергл · Аустрија | 1:47,24 | Линдси Вон · САД           | 1:47,68 | Марија Риш · Немачка              | 1:47,84 |
| Супервелеслалом детаљи  | Елизабет Гергл            | 1:23,82 | Џулија Манкусо · САД       | 1:23,87 | Марија Риш                        | 1:24,03 |
| Суперкомбинација детаљи | Ана Фенингер · Аустрија   | 2:43,23 | Тина Мазе · Словенија      | 2:43,32 | Анја Персон · Шведска             | 2:43,50 |
| Велеслалом детаљи       | Тина Мазе · Словенија     | 2:20,54 | Федерика Брињоне · Италија | 2:20,63 | Теса Ворли · Француска            | 2:21,02 |
| Слалом детаљи           | Марлис Шилд · Аустрија    | 1:45,79 | Катрин Цетел · Аустрија    | 1:46,13 | Марија Пијетиле-Холмнер · Шведска | 1:46,44 |

### Екипно
| Дисциплина              | Злато                                                                                                  | Сребро | Бронза                                                                                              |
| Екипно такмичење детаљи | Француска · Тајна Барио · Анемон Мармотан · Теса Ворли · Готје де Тесје · Тома Фанара · Сипријен Ришар | Аустрија · Ана Фенингер · Михаела Кирхгасер · Марлис Шилд · Ромед Бауман · Бенјамин Рајх · Филип Шергхофер | Шведска · Сара Хектор · Анја Персон · Марија Пијетиле Холмнер · Аксел Бек · Ханс Олсон · Матс Олсон |

## Биланс медаља
Легенда
| Ранг | Држава      | Злато | Сребро | Бронза | Укупно |
| 1    | Аустрија    | 4     | 3      | 1      | 8      |
| 2    | Француска   | 2     | 1      | 1      | 4      |
| 3    | Италија     | 1     | 2      | 3      | 6      |
| 4    | САД         | 1     | 2      | 0      | 3      |
| 5    | Словенија   | 1     | 1      | 0      | 2      |
| 6    | Канада      | 1     | 0      | 0      | 1      |
| 6    | Норвешка    | 1     | 0      | 0      | 1      |
| 8    | Шведска     | 0     | 1      | 3      | 4      |
| 9    | Швајцарска  | 0     | 1      | 0      | 1      |
| 10   | Немачка     | 0     | 0      | 2      | 2      |
| 11   | Хрватска    | 0     | 0      | 1      | 1      |
|      | Укупно (11) | 11    | 11     | 11     | 33     |